# 麗紅 (イチゴ)
麗紅（れいこう）は食用イチゴの品種名。千葉県で開発された。

## 特徴
麗紅は収量が多く、形がよいのが特徴である。果色は鮮紅色で光沢があり、糖度、酸度ともにやや高め。果肉は硬く、輸送に強い。果数は多いが、開花、成熟は遅い。
とちおとめなど新品種の登場によって、栽培されることはほとんどなくなったが、先のとちおとめをはじめ多くの品種の親となっており、日本のイチゴの新品種開発に革新をもたらした品種である。

## 開発の経緯
1978年（昭和53年）に千葉県農業試験場（現千葉県農業総合研究センター）で開発された。福羽いちごとはるのかの交雑実生である。

## DNA解析
2013年、かずさDNA研究所において麗紅の全ゲノム解読に成功したことが発表された。3組以上の複雑なゲノムの解読は世界初の事例である。